# غاري داونز
غاري داونز (بالإنجليزية: Garry Downes)‏ هو قاضي أسترالي، ولد في 7 يناير 1944 في سيدني في أستراليا.